# Mest angrebsivrige rytter (Tour de France)
Titlen mest angrebsivrige rytter (Le Prix de la combativité) er en pris i Tour de France. Den hylder ryttere, som følger ånden i cykelløbet og sætter farve på løbet ved at gå i udbrud og skabe spænding i feltet. 
En rytter bliver kåret som den mest angrebsivrige efter hver etape, undtagen på enkeltstarter og holdtidskørsler. Almindeligvis er det den rytter, som har ligget længst tid i udbrud, der får prisen. Der kåres også en mest angrebsivrig rytter i det samlede klassement, alle etaperne samlet. I lighed med de andre konkurrencer i løbet som det samlede klassement og pointkonkurrencen, skal rytteren fuldføre rittet for at blive kåret til løbets mest angrebsivrige rytter. Vinderen bliver kåret af en jury.
I 1956 blev André Darrigade den første, som blev kåret til løbets mest angrebsivrige rytter, men titlen blev ikke uddelt årligt før 1980. Der uddeles ikke en trøje i konkurrencen, men vinderen efter hver etape får lov at cykle næste etape med rødt rygnummer med hvid skrift på trøjen, i stedet for det almindelige hvide med sort skrift. Vinderen bliver hyldet på podiet efter hver etape i lighed med etapevinderen og de forskellige trøjeholdere, og den samlede vinder kommer også på podiet på Champs-Élysées i Paris.

## Vindere
| År   | Rytter               | Nationalitet |
| ---- | -------------------- | ------------ |
| 2025 | Ben Healy            | Irland       |
| 2024 | Richard Carapaz      | Ecuador      |
| 2023 | Victor Campenaerts   | Belgien      |
| 2022 | Wout van Aert        | Belgien      |
| 2021 | Franck Bonnamour     | Frankrig     |
| 2020 | Marc Hirschi         | Schweiz      |
| 2019 | Julian Alaphilippe   | Frankrig     |
| 2018 | Daniel Martin        | Irland       |
| 2017 | Warren Barguil       | Frankrig     |
| 2016 | Peter Sagan          | Slovakiet    |
| 2015 | Romain Bardet        | Frankrig     |
| 2014 | Alessandro De Marchi | Italien      |
| 2013 | Christophe Riblon    | Frankrig     |
| 2012 | Chris Anker Sørensen | Danmark      |
| 2011 | Jérémy Roy           | Frankrig     |
| 2010 | Sylvain Chavanel     | Frankrig     |
| 2009 | Franco Pellizotti    | Italien      |
| 2008 | Sylvain Chavanel     | Frankrig     |
| 2007 | Amets Txurruka       | Spanien      |

| År   | Rytter                | Nationalitet |
| ---- | --------------------- | ------------ |
| 2006 | David de la Fuente    | Spanien      |
| 2005 | Oscar Pereiro Sio     | Spanien      |
| 2004 | Richard Virenque      | Frankrig     |
| 2003 | Alexandre Vinokourov  | Kasakhstan   |
| 2002 | Laurent Jalabert      | Frankrig     |
| 2001 | Laurent Jalabert      | Frankrig     |
| 2000 | Erik Dekker           | Holland      |
| 1999 | Jacky Durand          | Frankrig     |
| 1998 | Jacky Durand          | Frankrig     |
| 1997 | Richard Virenque      | Frankrig     |
| 1996 | Richard Virenque      | Frankrig     |
| 1995 | Hernan Buenahora      | Columbia     |
| 1994 | Eros Poli             | Italien      |
| 1993 | Massimo Ghirotto      | Italien      |
| 1992 | Claudio Chiappucci    | Italien      |
| 1991 | Claudio Chiappucci    | Italien      |
| 1990 | Eduardo Chozas        | Spanien      |
| 1989 | Laurent Fignon        | Frankrig     |
| 1988 | Steven Rooks          | Holland      |
| 1987 | Jean-François Bernard | Frankrig     |

| År   | Rytter                | Nationalitet |
| ---- | --------------------- | ------------ |
| 1986 | Bernard Hinault       | Frankrig     |
| 1985 | Maarten Ducrot        | Holland      |
| 1984 | Bernard Hinault       | Frankrig     |
| 1983 | Serge Demierre        | Schweiz      |
| 1982 | Régis Clère           | Frankrig     |
| 1981 | Bernard Hinault       | Frankrig     |
| 1980 | Christian Levavasseur | Frankrig     |
| 1977 | Gerrie Knetemann      | Holland      |
| 1976 | Raymond Delisle       | Frankrig     |
| 1974 | Eddy Merckx           | Belgien      |
| 1973 | Luis Ocaña            | Spanien      |
| 1972 | Cyrille Guimard       | Frankrig     |
| 1970 | Eddy Merckx           | Belgien      |
| 1969 | Eddy Merckx           | Belgien      |
| 1968 | Roger Pingeon         | Frankrig     |
| 1967 | Désiré Letort         | Frankrig     |
| 1966 | Rudi Altig            | Tyskland     |
| 1965 | Felice Gimondi        | Italien      |
| 1963 | Rik Van Looy          | Belgien      |
| 1959 | Gérard Saint          | Frankrig     |